# Nanos bicoloratus
Nanos bicoloratus là một loài bọ cánh cứng trong họ Bọ hung (Scarabaeidae).